# Leongatha
Leongatha is een plaats in de Australische deelstaat Victoria en telt 4818 inwoners (2006).